# Dawn of the Black Hearts
Dawn of the Black Hearts Live in the Sarpsborg Norway 28/02,1990
Dawn of the Black Hearts es un álbum en directo de la banda noruega de black metal, Mayhem, publicado de manera pirata el 17 de febrero de 1995 por el sello Warmaster Records. Este trabajo es notorio por incluir en su portada la fotografía del cadáver del vocalista Dead (Per Yngve Ohlin), tras su suicidio en abril de 1991. Las fotografías fueron tomadas por el guitarrista Euronymous (Øystein Aarseth), tras descubrir el cuerpo sin vida de su compañero. A pesar de ser sólo un álbum semioficial, este famoso bootleg se enumera como uno de los álbumes más importantes del grupo.
El álbum se publicó originalmente en 1995 por Warmaster Records, un sello colombiano propiedad de Mauricio Montoya, amigo de Euronymous. 
Esta versión original contiene ocho canciones de un concierto en Sarpsborg el 28 de febrero de 1990. 
El álbum ha sido reeditado en numerosas ocasiones por diversos sellos discográficos independientes. Muchas de estas reediciones tienen la característica de contener cuatro canciones extra, grabadas en un concierto en Ski en 1986, con la voz de Messiah y con Manheim en la batería. Algunas de las re-emisiones afirman erróneamente que las canciones vienen de un espectáculo en Lillehammer y la voz es de Maniac. 

## Lista de canciones
1. "Deathcrush" – 3:36
2. "Necrolust" – 4:19
3. "Funeral Fog" – 6:38
4. "Freezing Moon" – 6:06
5. "Carnage" – 4:18
6. "Buried by Time and Dust" – 5:46
7. "Chainsaw Gutsfuck" – 3:59
8. "Pure Fucking Armaggedon" – 3:15

Canciones extra de otras versiones:
1. "Dance Macabre" (cover de Celtic Frost) – 1:10
2. "Black Metal" (cover de Venom) – 3:00
3. "Procreation of the Wicked" (cover de Celtic Frost) – 2:40
4. "Welcome to Hell" (cover de Venom) – 3:46

## Créditos
- Dead (Per Yngve Ohlin) - voz
- Euronymous (Øystein Aarseth) - guitarra eléctrica
- Necrobutcher (Jørn Stubberud) - bajo
- Hellhammer (Jan Axel Blomberg) - batería

Bonus Tracks del relanzamiento:
- "Billy" Messiah (Eirik Nordheim) - voz
- Euronymous (Øystein Aarseth) - guitarra eléctrica
- Necrobutcher (Jørn Stubberud) - bajo
- Manheim (Kjetil Manheim) - batería